# Ilia Averboukh
Ilia Averboukh, né le 18 décembre 1973 à Moscou, est un patineur artistique russe. Sa partenaire en danse sur glace est Irina Lobatcheva avec laquelle il remporte, entre autres, la médaille d'argent aux Jeux olympiques d'hiver de 2002 et une médaille d'or aux championnats du monde 2002. Avec sa précédente partenaire, Marina Anissina,ils ont remporté les championnats du monde juniors à deux reprises, soit en 1990 et 1992.

## Biographie

### Carrière sportive
Ilia Averbukh a commencé à patiner à l'âge de 5 ans. Il a d'abord fait de la danse sur glace avec Marina Anissina et ils ont remporté les championnats du monde juniors en 1990 et en 1992. En 1993, Ilia quitte Marina Anissina pour patiner avec son amie de cœur, Irina Lobatcheva. En 1995, ils ont déménagé aux États-Unis pour rejoindre leur entraîneur qui s'était joint à l'Université du Delaware, un an plus tôt. Le 10 mars 1995, Ilia Averbukh et Irina Lobacheva se sont mariés.
Ils ont manqué la saison du Grand Prix 2001-2002, à la suite d'une blessure qu'Irina s'est faite en septembre 2001. Le couple a remporté la médaille d'argent olympique aux Jeux olympiques d'hiver de 2002, derrière son ancienne partenaire, Marina Anissina, et Gwendal Peizerat. Un mois plus tard, ils ont remporté la médaille d'or aux championnats du monde 2002. Ils ont terminé leur carrière en 2003, après remporté leurs compétitions du Grand Prix en plus de la Finale et les championnats d'Europe et une médaille d'argent aux championnats du monde. Pour sa performance, on décerne à Averboukh l'ordre de l'Amitié.
Ses entraîneurs successifs sont Lidia Kabanova, Natalia Dybinskaya et Oleg Epstein. Il a terminé sa carrière sous l'entraînement de Natalia Linitchouk et Guennadi Karponossov.
En 2004, Ilia Averboukh et Irina Lobatcheva ont eu un fils, Martin. Le couple a divorcé en 2007.
Ilia Averboukh reçoit le prix de la télévision nationale TEFI en 2008, pour sa contribution dans le domaine des arts de la télévision notamment avec le projet Âge de glace sur le Pervi Kanal.

## Palmarès
Avec deux partenaires :
- Marina Anissina (3 saisons : 1989-1992)
- Irina Lobatcheva (10 saisons : 1993-2003)

| Compétition                   | 1990    | 1991    | 1992    |  | 1993    | 1994    | 1995    | 1996    | 1997    | 1998    | 1999    | 2000    | 2001    | 2002    | 2003    |
| Jeux olympiques d'hiver       |         |         |         |  |         |         |         |         |         | 5e      |         |         |         | 2e      |         |
| Championnats du monde         |         |         |         |  |         | 13e     | 15e     | 6e      | 7e      | 4e      | 4e      | 4e      | 3e      | 1er     | 2e      |
| Championnats d'Europe         |         |         |         |  |         |         | 9e      | 5e      | 5e      | 4e      | 3e      | 4e      | 3e      | 3e      | 1er     |
| Championnats de Russie        |         |         |         |  |         | 2e      | 3e      | 3e      | 1er     | 2e      | 2e      | 1er     | 1er     | 1er     | F       |
| Championnats du monde juniors | 1er     | 4e      | 1er     |  |         |         |         |         |         |         |         |         |         |         |         |
|                               |         |         |         |  |         |         |         |         |         |         |         |         |         |         |         |
| Grand Prix ISU                | 1989/90 | 1990/91 | 1991/92 |  | 1992/93 | 1993/94 | 1994/95 | 1995/96 | 1996/97 | 1997/98 | 1998/99 | 99/2000 | 2000/01 | 2001/02 | 2002/03 |
| Finale du Grand Prix          |         |         |         |  |         |         |         |         | 5e      | 4e      | 3e      | 4e      | 2e      |         | 1er     |
| Skate America                 |         |         |         |  |         |         |         |         | 2e      |         | 2e      | 2e      |         |         |         |
| Skate Canada                  |         |         |         |  |         |         |         | 4e      |         | 3e      |         |         |         |         |         |
| Coupe d'Allemagne             |         |         |         |  |         |         |         | 3e      | 4e      |         |         |         |         |         |         |
| Trophée de France             |         |         |         |  |         | 1er     |         |         |         |         |         |         | 2e      |         |         |
| Coupe de Russie               |         |         |         |  |         |         |         |         | 2e      | 2e      | 2e      |         | 2e      |         | 1er     |
| Trophée NHK                   |         |         |         |  |         |         | 8e      |         |         |         | 2e      | 2e      |         |         | 1er     |
| Légende : F = Forfait         |         |         |         |  |         |         |         |         |         |         |         |         |         |         |         |